# Intrekking (wetenschappelijke publicaties)
Bij wetenschappelijke of academische publicaties betekent een intrekking of retractie dat een bepaald wetenschappelijk artikel wordt teruggetrokken, en eigenlijk niet gepubliceerd had mogen worden. Als het artikel slechts kleine fouten bevat, wordt het ook wel een “correctie” genoemd. Wanneer een artikel wordt ingetrokken, verschijnt er meestal een bericht over de intrekking (“retraction notice”) op de website van het tijdschrift en in het volgende nummer. Vóór het wijdverspreide gebruik van het internet voor wetenschappelijk onderzoek, moesten onderzoekers actief zoeken naar deze intrekkingsberichten. 
Een artikel kan worden ingetrokken door de auteurs zelf, of door de redactie zonder toestemming van de auteurs. 

## Reden van intrekking
Sommige tijdschriften vermelden de reden waarom het artikel werd ingetrokken. Afhankelijk van de reden voor de intrekking, wordt de geldigheid van het artikel in verschillende mate aangetast. Enkele van de redenen die tot een intrekking kunnen leiden, zijn:
- fraude of vervalste onderzoeksgegevens
- fouten
- plagiaat
- geschillen tussen auteurs, bijvoorbeeld over het auteursrecht
- het feit dat het onderzoek niet met succes kon worden gerepliceerd.

Het International Committee of Medical Journal Editors (ICMJE) beveelt aan om ingetrokken publicaties niet langer te citeren, tenzij het citaat de intrekking betreft. 